# Papp-Ragány–Simala-kastély

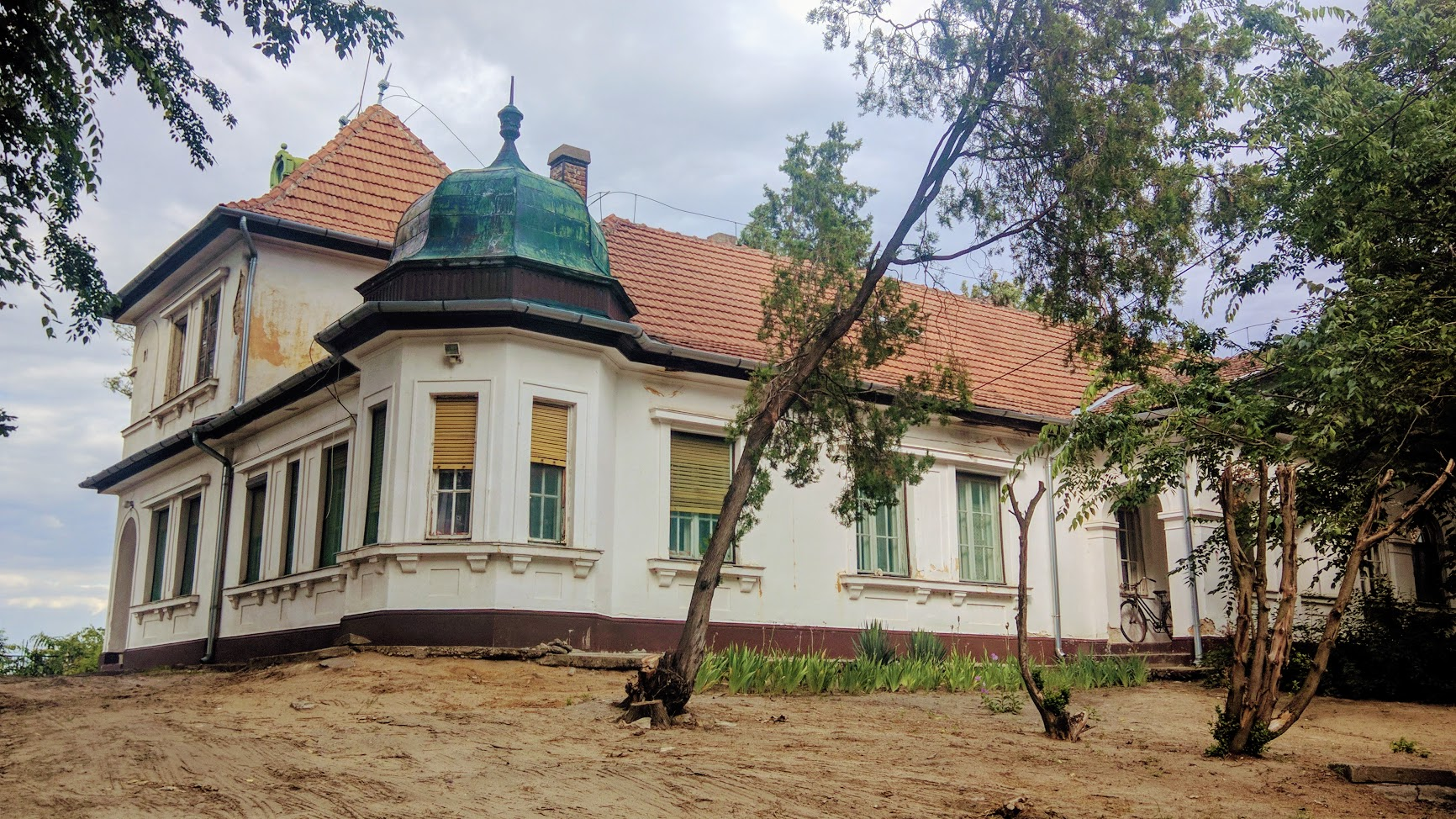
A Papp-Ragány kúria 2018-ban.

Kecskemét és Hetényegyháza között, a 142. sz. Budapest-Lajosmizse-Kecskemét vasútvonal mentén található a népnyelv által egykor Papragán-féle kastélynak ismert épület.

## Története
A két világháború között építtette berei Papp-Ragány Endre honvéd huszárkapitány. A Papp-Ragányok Szabolcs vármegyéből származtak, a nemesi címet I. Lipóttól kapták 1665-ben. 1940 körül Simala János zöldség-gyümölcs nagykereskedő tulajdonában állt az épület, a család nyári kastélya volt. Ekkor adták ki. 1945-től pár évig a kastély általános iskolaként működött, 1950-ben szociális otthon kapott benne helyet. Ezt 1961 októberében TBC-betegek szociális otthonává szervezték át, ekkortól a Bács-Kiskun Megyei Önkormányzat TBC Szakosított Otthonaként szolgált. A '90-es évektől ismét szociális otthonként működik. 

## Jelene
Az épület falai között napjainkban (2018) a Hetényi Idősek Otthona működik. 2016. szeptember 1-től a kecskeméti Margaréta Otthon külső telephelye, fenntartója az Egészségügyi és Szociális Intézmények Igazgatósága. Az intézmény 25 férőhelyes, bentlakásos elhelyezést nyújt. A vasút mentén, egy 2,5 hektáros parkban helyezkedik el, melyben még láthatóak a régi japánakácok.

## Építészete
Az eklektikus stílusú, szabadon álló, L alakú kastély legnagyobb része földszintes, csak a rövidebb szárny végén áll egy toronyszerű, emeletes, sátortetővel fedett épületrész. Emeleti erkélyét az évek folyamán befalazták. A szárnyak találkozásánál a nyolcszögletű tornyocska látható, melynek ívelt tetejét bádogsisak fedi. A főhomlokzaton öttengelyes, félköríves ablakokkal ellátott rizalit lép elő. A hátsó homlokzaton álló üvegezett mellvédes tornác a népi építészetből kölcsönzi formaelemeit. Jellegzetesek az ablakok erőteljes könyöklő- és szemöldökpárkányai, valamint a tetőzet bádogból készült világítóablakai és csúcsdíszei.

## Külső hivatkozások
- Egészségügyi és Szociális Intézmények Igazgatósága Archiválva 2018. június 29-i dátummal a Wayback Machine-ben
- Élet a régi Kecskeméten... Facebook-csoport